# Germain Guiraud
Pour les articles homonymes, voir Guiraud.

a Compétitions nationales et continentales officielles uniquement.

b Matchs officiels uniquement.
Germain Guiraud, né le 19 avril 1947 à Brousses-et-Villaret (Aude), est un joueur international français de rugby à XIII évoluant au poste de demi de mêlée ou de centre dans les années 1960 et 1970.
Il découvre le rugby à XIII enfant à Pennautier, puis intègre ensuite l'A.S. Carcassonne. Il y remporte le Championnat de France en 1972, et dispute la finale de la Coupe de France en 1973
Ses performances remarquées en club l'amènent à côtoyer l'équipe de France prenant part à la Coupe du monde en 1970.

## Palmarès
- Collectif :
  - Vainqueur du Championnat de France : 1972 (Carcassonne).
  - Finaliste de la Coupe de France : 1973 (Carcassonne).

### Détails en sélection
| Matchs internationaux de Germain Guiraud | Matchs internationaux de Germain Guiraud | Matchs internationaux de Germain Guiraud | Matchs internationaux de Germain Guiraud | Matchs internationaux de Germain Guiraud | Matchs internationaux de Germain Guiraud | Matchs internationaux de Germain Guiraud | Matchs internationaux de Germain Guiraud | Matchs internationaux de Germain Guiraud | Matchs internationaux de Germain Guiraud | Matchs internationaux de Germain Guiraud | Matchs internationaux de Germain Guiraud |
|                                          | Date                                     | Adversaire                               | Résultat                                 | Compétition                              | Poste                                    | Points                                   | Essais                                   | Pen.                                     | Drops                                    |                                          |                                          |
| ---------------------------------------- | ---------------------------------------- | ---------------------------------------- | ---------------------------------------- | ---------------------------------------- | ---------------------------------------- | ---------------------------------------- | ---------------------------------------- | ---------------------------------------- | ---------------------------------------- | ---------------------------------------- | ---------------------------------------- |
| sous les couleurs de la France           |                                          |                                          |                                          |                                          |                                          |                                          |                                          |                                          |                                          |                                          |                                          |
| 1.                                       | 28 octobre 1970                          | Grande-Bretagne                          | 0-6                                      | Coupe du monde                           | Demi de mêlée                            | -                                        | -                                        | -                                        | -                                        |                                          |                                          |
| 2.                                       | 21 novembre 1972                         | Nouvelle-Zélande                         | 2-24                                     | Test-match                               | Demi de mêlée                            | -                                        | -                                        | -                                        | -                                        |                                          |                                          |